# Cultura de Nova Friburgo
A cultura de Nova Friburgo, município localizado no estado do Rio de Janeiro, reflete uma rica mistura de tradições trazidas pelos colonos suíços e influências brasileiras.

## Turismo

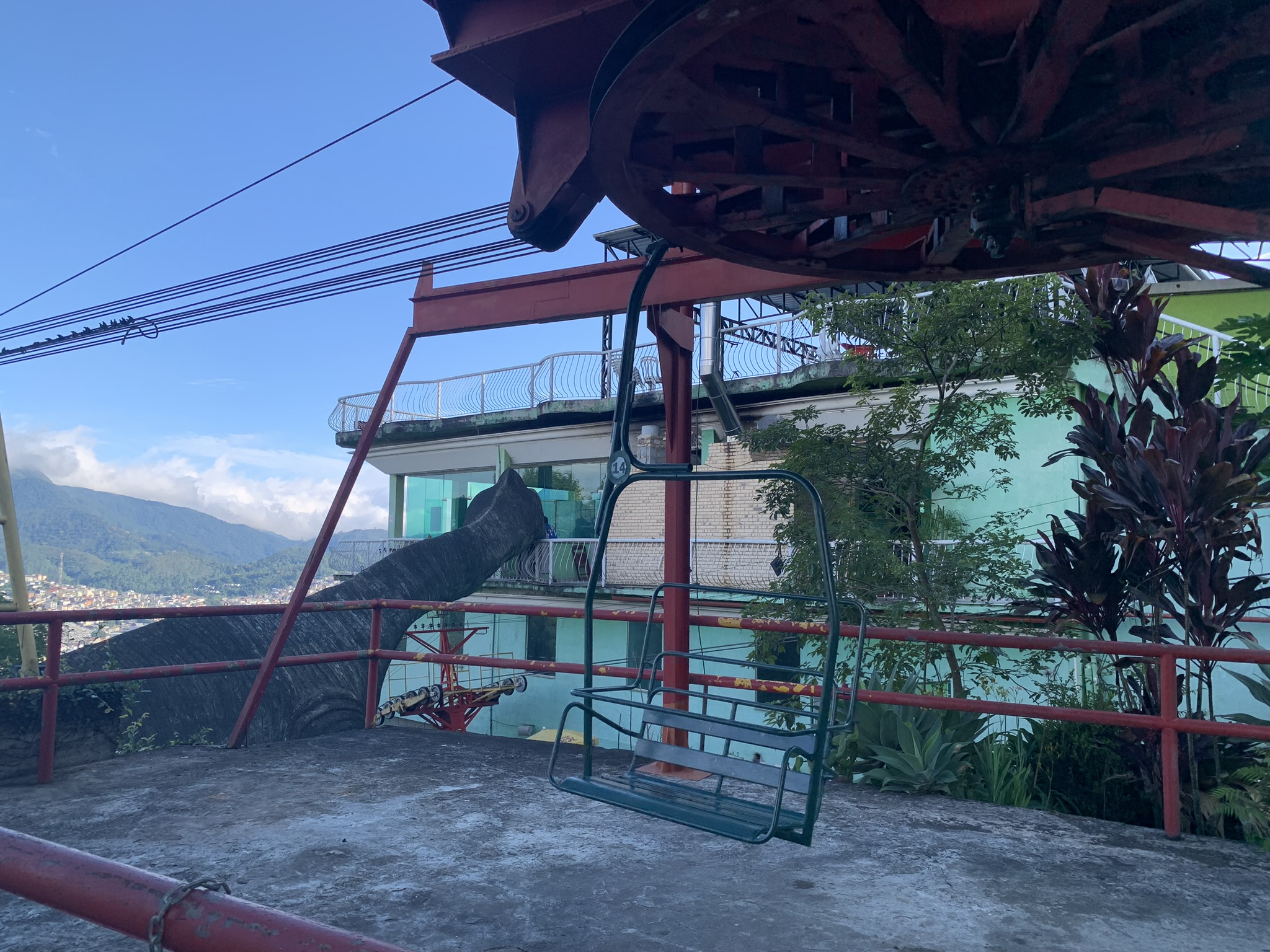
Teleférico do Suspiro

Os principais pontos turísticos da cidade estão o Teleférico, Cão Sentado, Praça Getúlio Vargas, Chocolateria Suíça, entre outros.

### Praças da cidade
- Praça Getúlio Vargas

- Praça Demerval Barbosa Moreira

- Praça do Suspiro

- Praça Marcílio Dias

## Esportes
A cidade se destaca em diversos esportes como rafting, canoagem, futebol, trekking e montanhismo.
Na natação desportiva, destaca-se Jhennifer Conceição.

### Times de futebol da cidade
- Friburguense Atlético Clube
- Nova Friburgo Futebol Clube

### Estádios

#### Estádio Raul Sertã
O estádio fica na Rua José Eugênio Müller. Atualmente, virou um estacionamento.

## Museus

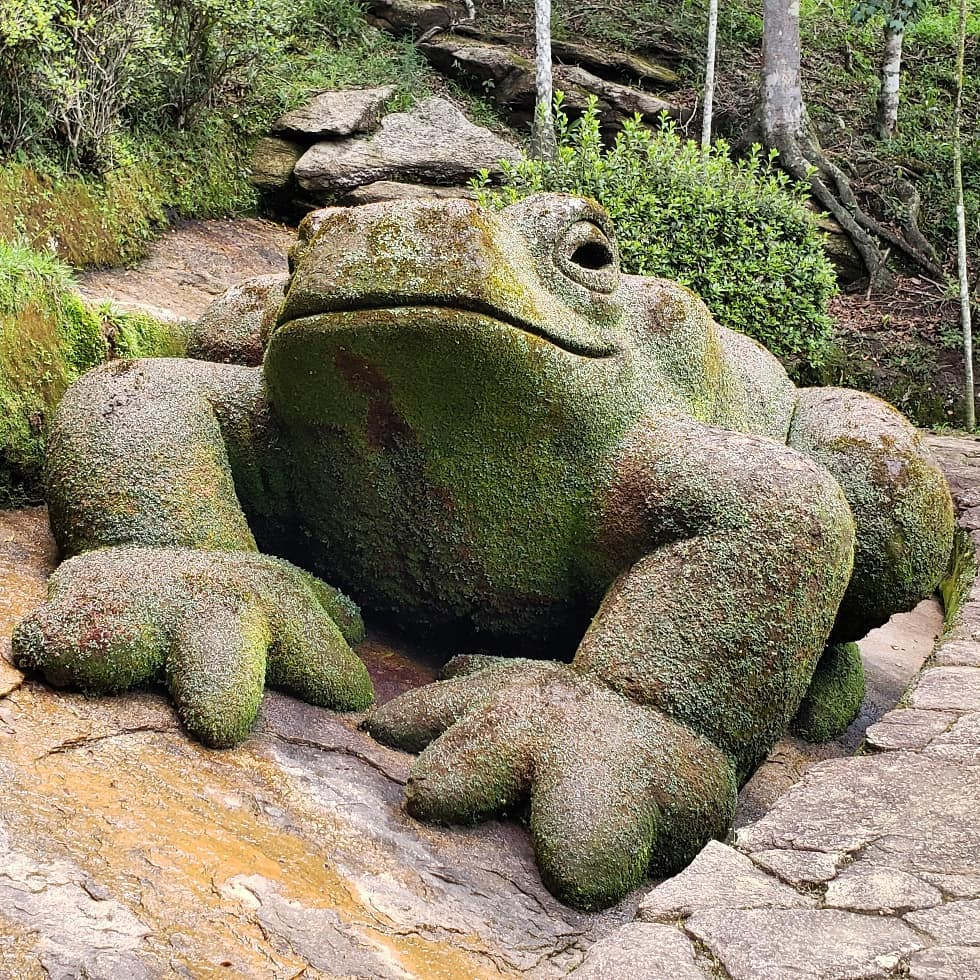
Escultura de barro e musgo do escultor e artista Geraldo Simplício no Jardim do Nêgo em Nova Friburgo.

Nova Friburgo possui alguns museus, entre eles são Jardim do Nêgo, Casa Suiça e Museu do Mel. O Primeiro museu de Nova Friburgo é a Fundação D. João VI, localizado no centro da cidade.

## Teatros
Nova Friburgo só tem um teatro, sendo ele Teatro Municipal Laércio Rangel Ventura, inaugurado em 2008.

## Restaurantes
Nova Friburgo oferece opções para todos os gostos e estilos: árabe, brasileira, italiana, japonesa, portuguesa, entre outras.[carece de fontes?]

## Carnaval
As escolas de samba de Nova Friburgo são:
- Alunos do Samba
- Vilage no Samba
- Unidos da Saudade
- Imperatriz de Olaria

## Eventos
Dentre os eventos do calendário turístico do município, estão o carnaval, que ocorre 09 a 13 de fevereiro, a festa da cerveja, de 10 a 26 de maio, o Amor sobe a Serra de 7 a 9 de junho, o festival de inverno, de 21 a 30 de junho, e reveillon em 31 de dezembro.